# Convergence simple
Pour les articles homonymes, voir Convergence.
En mathématiques, la convergence simple ou ponctuelle est une notion de convergence dans un espace fonctionnel, c’est-à-dire dans un ensemble de fonctions entre deux espaces topologiques. C'est une définition peu exigeante : elle est plus facile à établir que d'autres formes de convergence, notamment la convergence uniforme. Le passage à la limite possède donc moins de propriétés : une suite de fonctions continues peut ainsi converger simplement vers une fonction qui ne l'est pas.

## Exemple

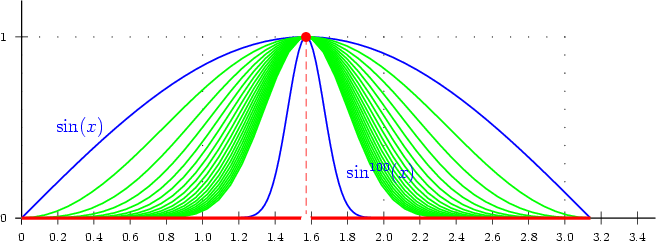
Exemple : les fonctions continues en vert f_{n}(x) = sin^{n}(x) convergent simplement vers la fonction discontinue en rouge.

Illustrons la convergence simple sur la suite {\displaystyle (f_{n})_{n\in \mathbb {N} }} de fonctions continues {\displaystyle f_{n}} définie par {\displaystyle f_{n}(x)=\sin ^{n}(x)} pour tout {\displaystyle x} entre 0 et {\displaystyle \pi }. Quand {\displaystyle x\neq {\frac {\pi }{2}}}, {\displaystyle 0\leq \sin(x)<1} et donc {\displaystyle f_{n}(x)=\sin ^{n}(x)} converge vers 0 quand {\displaystyle n} tend vers l'infini. Pour {\displaystyle x={\frac {\pi }{2}}}, on a {\displaystyle f_{n}(x)=\sin ^{n}(x)=1}, qui converge vers 1 quand {\displaystyle n} tend vers l'infini. Ainsi, en posant {\displaystyle f(x)={\begin{cases}1{\text{ si }}x={\frac {\pi }{2}}\\0{\text{ sinon}}\end{cases}}}, on a pour tout {\displaystyle x} entre 0 et 1, {\displaystyle f_{n}(x)} qui tend vers {\displaystyle f(x)} quand {\displaystyle n} tend vers l'infini. Autrement, {\displaystyle f_{n}} converge simplement vers {\displaystyle f} quand  {\displaystyle n} tend vers l'infini.
La figure à droite montre les graphes des fonctions {\displaystyle f_{n}}(en bleu et vert) et de la fonction {\displaystyle f} (en rouge). Le graphe de {\displaystyle f_{n}} ressemble à une cloche centrée autour de {\displaystyle x={\frac {\pi }{2}}}. On voit que, plus {\displaystyle n} grandit, plus cette cloche se resserre. On notera que la convergence simple ne préserve pas la continuité : bien que les fonctions {\displaystyle f_{n}} soient continues, la fonction limite {\displaystyle f} ne l'est pas (elle admet une discontinuité au point {\displaystyle x={\frac {\pi }{2}}}).

## Convergence simple d'une suite de fonctions

### Définition
Soient X un ensemble, Y un espace topologique, et {\displaystyle (f_{n})_{n\in \mathbb {N} }} une suite de fonctions définies sur X et à valeurs dans Y. 
- La suite {\displaystyle (f_{n})_{n\in \mathbb {N} }} converge simplement si

pour tout {\displaystyle x\in X}, la suite {\displaystyle (f_{n}(x))_{n\in \mathbb {N} }} converge dans Y.
- La suite d'applications {\displaystyle (f_{n})_{n\in \mathbb {N} }} converge simplement vers une application {\displaystyle f:X\to Y} si

pour tout {\displaystyle x\in X}, la suite {\displaystyle (f_{n}(x))_{n\in \mathbb {N} }} converge vers f(x).

### Remarques
- L'ensemble de départ X n'est pas supposé muni d'une structure topologique.
- Si l'espace d'arrivée Y est supposé séparé, alors l'éventuelle limite simple d'une suite de fonctions à valeurs dans Y est toujours unique.
- Si Y est même un espace métrique, c'est-à-dire muni d'une distance d et de la topologie associée, alors on peut traduire la notion de convergence simple en termes de « epsilon » :

Une suite {\displaystyle (f_{n})_{n\in \mathbb {N} }} de fonctions converge simplement sur A vers une fonction f si et seulement si

## Topologie de la convergence simple

### Définition
L'ensemble des applications de X dans Y est noté YX. Il existe sur cet ensemble au moins une topologie pour laquelle la convergence des suites de fonctions est la convergence simple : la topologie produit, ou topologie de la convergence simple. On peut en décrire une prébase : si l'on note W(x, V), pour tout point x de X et tout ouvert V de Y, l'ensemble des applications f de X dans Y telles que f(x)∈V, alors l'ensemble de tous les W(x, V) forme une prébase de la topologie produit, c'est-à-dire que les ouverts de YX sont les réunions quelconques d'intersections finies de parties de la forme W(x, V).  

### Remarques
- Si l'ensemble X est infini non dénombrable alors YX (muni de la topologie de la convergence simple) n'est pas métrisable[1], ni même séquentiel[2], donc la convergence des suites de fonctions ne suffit pas à caractériser sa topologie (il faut dans ce cas faire appel aux suites généralisées).
- D'après le théorème de Tykhonov, si Y est compact alors YX aussi.

## Propriétés
La convergence simple est un critère de convergence peu contraignant, comme son nom l'indique. Elle admet moins de propriétés que la convergence uniforme.
- La convergence uniforme entraîne clairement la convergence simple. La réciproque est -généralement- fausse, comme le montre le contre-exemple illustré graphiquement en début d'article.
- La convergence simple ne conserve pas la continuité, comme le montre le même graphique.
- Dans le cas où l'ensemble de départ est un espace mesurable et où l'ensemble d'arrivée est le corps des réels alors la convergence simple peut indiquer la convergence pour la norme L1 avec l'ajout de certaines hypothèses décrites dans les articles Théorème de convergence monotone et Théorème de convergence dominée.
- Le passage à la limite pour l'intégrale des limites simples a contribué à motiver l'introduction par Henri Lebesgue de sa notion de fonction mesurable. La préservation de l'intégrabilité locale n'est en effet pas vraie au sens de Riemann employé dans le cadre de la théorie de l'intégrale de Riemann.